# فرانسواز ساغان
فرانسواز ساغان (21 يونيو 1935 - 24 سبتمبر 2004)، هي أديبة فرنسية بدأت الكتابة وعمرها 19 سنة. لمعت إلى جوار الوجوديين عندما نشرت روايتها الأولى صباح الخير أيها الحزن (رواية) سنة 1954 تتابعت رواياتها فأصدرت ابتسامة ما،في شهر سنة، درجة القلب، المرأة الشاحبة ، فجر ساكن، المزيفون (رواية).
اتجهت أيضا ًإلى التأليف المسرحي، فكتبت: قصر في السويد، المدخل المعاكس. لها كتاب عن سارة برنار.
لها مجموعة قصصية بعنوان: عيون من حرير ، وسيرة ذاتية بعنوان: مع أفضل ذكرياتي

## أعمالها الأدبية

### روايات
- 1954: رواية: صباح الخير أيها الحزن
- «امرأة عند حافة الأربعين».
- «خفقات قلب».
- «مع أطيب ذكرياتي».
- «في شهر في سنة».
- « هل تحبين برامس».
- «إبتسامة ما».
- «سارا برنارت، ضحك لا يكسر».
- «قليل من حرارة الشمس في الماء البارد».

### مسرح
- 1958: Le Rendez-vous manqué
- 1960: Château en Suède [الفرنسية]
- 1960: Le Gigolo
- 1961: Les Violons parfois [الفرنسية]
- 1963: La Robe mauve de Valentine [الفرنسية]
- 1964: Bonheur, impair et passe [الفرنسية]
- 1966: Le Cheval évanoui [الفرنسية]
- 1970: L'Écharde [الفرنسية]
- 1970: Un piano dans l'herbe [الفرنسية]
- 1978: Il fait beau jour et nuit
- 1987: L'Excès contraire [الفرنسية]

### سينما
- 1963: Landru (film, 1963) [الفرنسية] لكلود شابرول.
- 1970: فيلم حفلة الكزنت دورجيل [الفرنسية] لمارك أليجريه.
- 1974: Encore un hiver
- 1977: Les Borgia ou le Sang doré
- 1977: Les Fougères bleues [الفرنسية]

## روابط خارجية
- فرانسواز ساغان على موقع IMDb (الإنجليزية)
- فرانسواز ساغان على موقع الموسوعة البريطانية (الإنجليزية)
- فرانسواز ساغان على موقع مونزينجر (الألمانية)
- فرانسواز ساغان على موقع ميوزك برينز (الإنجليزية)
- فرانسواز ساغان على موقع إن إن دي بي (الإنجليزية)
- فرانسواز ساغان على موقع ديسكوغز (الإنجليزية)
- فرانسواز ساغان على موقع قاعدة بيانات الفيلم (الإنجليزية)